# Paul Birch (Fußballspieler)
Paul Birch (* 20. November 1962 in West Bromwich; † 2. Februar 2009 in Sutton Coldfield) war ein englischer Fußballspieler.

## Leben
Birch begann seine Karriere in der Jugendabteilung von Aston Villa. Nach seinem Debüt in der ersten Mannschaft im europäischen Supercup gegen den FC Barcelona im Jahr 1982 kam er in der darauffolgenden Saison zu regelmäßigen Einsätzen. Er spielte bis zur Saison 1990/1991 bei Aston Villa, bevor er an die Wolverhampton Wanderers verkauft wurde, wo er die nächsten fünf Jahre spielte. Danach spielte er jeweils eine Saison bei Doncaster Rovers und Exeter City. Zum Ende seiner Karriere lief er für den Amateurverein Halesowen Town auf. Zwischen 2001 und 2003 gehörte er dem Trainerteam der Forest Green Rovers an, danach wurde er Jugendtrainer bei Birmingham City.
Birch starb 2009 im Alter von 46 Jahren an Knochenkrebs.